# Премія «Сезар» за найкращий постер
Премія «Сезар» за найкращий постер (фр. César de la Meilleure affiche) — одна з нагород Академії мистецтв та технологій кінематографа Франції у рамках національної кінопремії «Сезар». Її присуджували за найкращий постер до фільму з 1986 по 1990 роки.
Премія вручалася п'ять разів, потім була скасована, через виникнення багатьох проблем в організації: по-перше, авторами постерів часто була не одна людина, а група людей, що викликало великі складнощі, по-друге, більшість постерів були зроблені у США, що викликало багато протиріч.
Церемонія вручення нагород проходить щорічно в лютому (раніше нагородження також проходили у січні, березні та квітні) в паризькому театрі «Шатле» (з 2002 року). Премії вручалися за постери попереднього року.

## Лауреати і номінанти
Курсивом наведено оригінальні назви фільмів. Вказано роки проведення церемоній нагородження.

### 1980-ті
| Зовнішні зображення | Зовнішні зображення |
| ------------------- | ------------------- |
|                     | Зображення постера  |

| Зовнішні зображення | Зовнішні зображення |
| ------------------- | ------------------- |
|                     | Зображення постера  |

| Зовнішні зображення | Зовнішні зображення |
| ------------------- | ------------------- |
|                     | Зображення постера  |

| Зовнішні зображення | Зовнішні зображення |
| ------------------- | ------------------- |
|                     | Зображення постера  |

### 1990-і
| Рік                 | Переможець                             | Фільм-переможець                                   | Номінанти                    | Фільми-номінанти                                 |
| 1990                | Жиль Жуа, Гай Жвіно-Борд'юж            | «Новий кінотеатр «Парадізо»» Nuovo Cinema Paradiso | Анай Леклерк, Жан-Марі Леруа | «Месьє Ір» / Monsieur Hire                       |
| 1990                | Жиль Жуа, Гай Жвіно-Борд'юж            | «Новий кінотеатр «Парадізо»» Nuovo Cinema Paradiso | Домінік Бушар                | «Біле весілля» / Noce blanche                    |
| 1990                | Зовнішні зображення Зображення постера | Зовнішні зображення Зображення постера             | Сільвен Матьє                | «Занадто красива для тебе» / Trop belle pour toi |
| 1990                | Зовнішні зображення Зображення постера | Зовнішні зображення Зображення постера             | Лоран Люфруа, Лоран Петен    | «Вальмон» / Valmont                              |
| Зовнішні зображення |                                        |                                                    |                              |                                                  |
|                     | Зображення постера                     |                                                    |                              |                                                  |